# 古丁 (科羅拉多州)
古丁（英語：Gooding）是位於美國科羅拉多州圓石縣的一個非建制地區。

## 地理
古丁的座標為40°04′25″N 105°04′59″W / 40.07361°N 105.08306°W，而該地最高點為海拔高度1526米（即5007英尺）。

## 人口
根據2010年美國人口普查的數據，古丁的面積為5.00平方千米，當中陸地面積為5.00平方千米，而水域面積為5.00平方千米。當地共有人口500人，而人口密度為每平方千米100人。